# خان الجمرك
أحد خانات مدينة حلب، بناه الوالي العثماني بناه "إبراهيم باشا خان زاده محمد باشا باشا المصري عام 1574 م، وهو خان كبير يقع في منطقة الأسواق في (المدينة)

له بوابة كبيرة غنية بالزخارف، كان مقراً للتجار للفرنسيين والإنكليز والهولنديين.
في الخان خمسون مخزناً في الطابق الأرضي
وسبع وسبعون مخزناً في الطابق العلوي
ويضم اسطبلاً وقيسارية ومنهلين ومسجداً.